# Лас-Вегас (индейская колония)
Лас-Вегас (англ. Las Vegas Indian Colony) — индейская колония южных пайютов, расположенная в южной части штата Невада, США.

## История
В 1826 году белые трапперы и торговцы начали пересекать земли южных пайютов, проложив дорогу, которая стала известна как Старая испанская тропа. После окончания Американо-мексиканской войны территория южных пайютов перешла под контроль правительства Соединённых Штатов. Приход евроамериканцев и образование Территории Невада положили конец свободному передвижению пайютов и их традиционному образу жизни, превратив индейцев в безземельных наёмных батраков на своей собственной земле.
30 декабря 1911 года владелица ранчо Хелен Стюарт передала 10 акров своей земли в центре Лас-Вегаса южным пайютам, основав индейскую колонию. Закон о реорганизации индейцев от 18 июня 1934 года в сочетании с конституцией племени пайютов Лас-Вегаса, принятой 22 июля 1970 года, признал племя суверенной нацией. Согласно акту Конгресса США 1983 года, во владение южных пайютов перешли дополнительные 4000 акров земли, в 29 км к северо-западу от первоначального поселения в центре Лас-Вегаса.

## География
Колония находится в центральной части округа Кларк и состоит из двух участков. Основная часть колонии находится к северо-западу от города Лас-Вегас вдоль автомагистрали № 95, меньшая — в самом центре города. Общая площадь индейской колонии составляет 15,849 км². Штаб-квартира племени находится в городе Лас-Вегас.

## Демография
По данным федеральной переписи населения 2010 года, в колонии проживало 154 человека. Согласно федеральной переписи населения 2020 года в Лас-Вегасе проживало 106 человек, насчитывалось 44 домашних хозяйства и 32 жилых дома. Средний возраст проживающих в колонии составлял 22,8 лет. Доход среднего домохозяйства в индейской колонии составлял 112 500 долларов США. Около 2,4 % всего населения находились за чертой бедности, в том числе ни одного из тех, кому ещё не исполнилось 18 лет, а также старше 65 лет.
Расовый состав распределился следующим образом: белые — 12 чел., афроамериканцы — 5 чел., коренные американцы (индейцы США) — 70 чел., азиаты — 1 чел., представители других рас — 8 чел., представители двух или более рас — 10 человек; испаноязычные или латиноамериканцы любой расы составили 15 человек. Плотность населения составляла 6,69 чел./км².

## Комментарии
1. ↑  В состав резервации входит часть населённого пункта.